# 津古駅

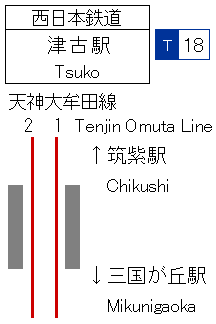
配線図

津古駅（つこえき）は、福岡県小郡市津古にある西日本鉄道（西鉄）天神大牟田線の駅。駅番号はT18。下り列車は当駅より筑後地方に入る。
小郡市に所在するが、駅自体は隣町の筑紫野市にある西鉄二日市駅の管理下となっている。

## 歴史
- 1924年（大正13年）4月12日：開業。
- 1961年（昭和36年）：駅舎改築。
- 2000年（平成12年）：入場専用の西口を開設。
- 2008年（平成20年）5月18日：ICカードnimoca供用開始。
- 2017年（平成29年）2月1日：駅ナンバリングを導入[3]。
- 2022年（令和3年）4月1日：駅集中管理システムを導入。小学生利用者が多いことを考慮して、7時30分から16時30分まで駅員の配置を残す[4][5]。

## 駅構造

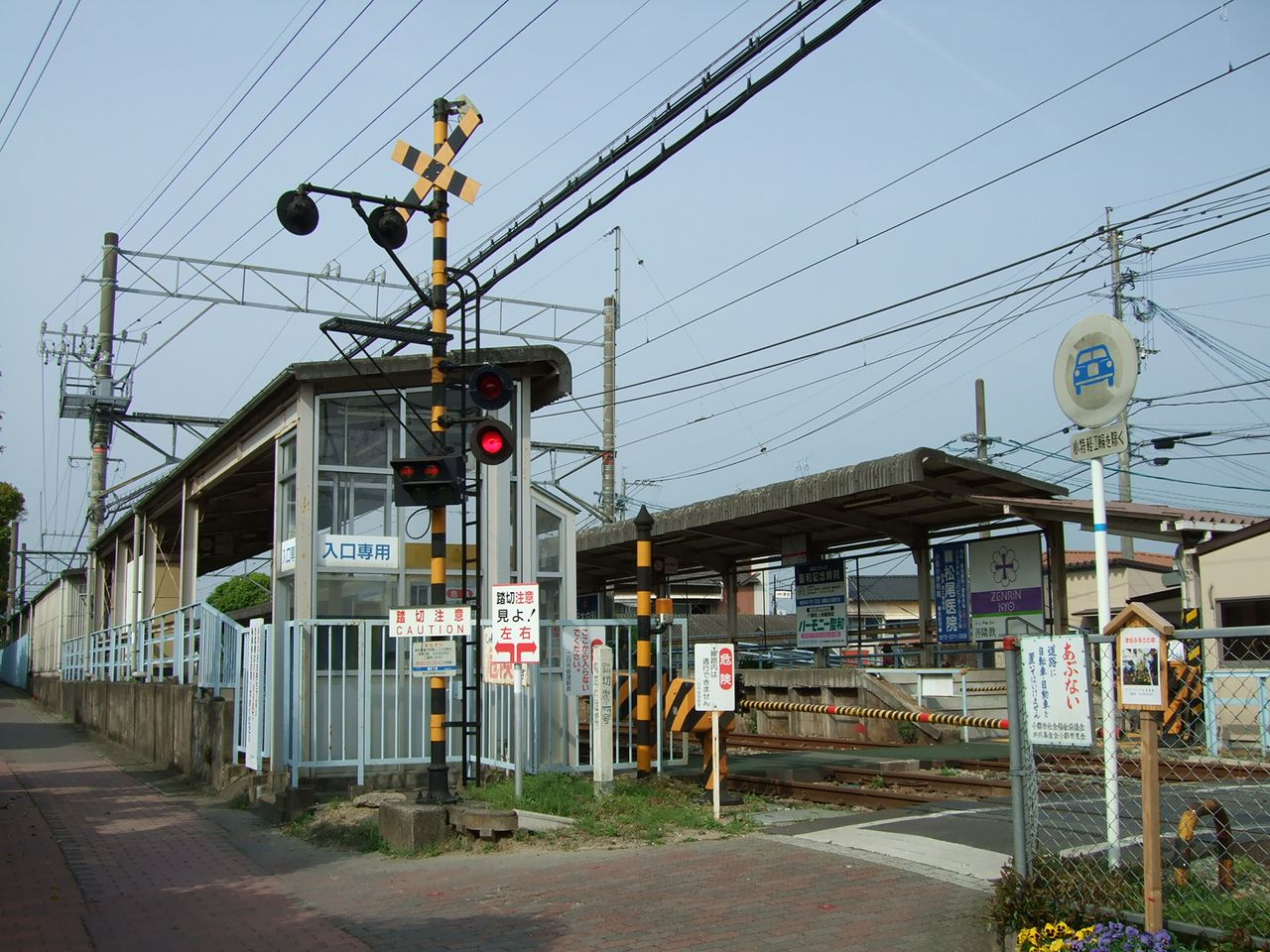
左が上りホーム、右が下りホーム

相対式ホーム2面2線をもつ地上駅。ホーム有効長が5両編成分しかなく、6両以上は大牟田側5両を除きドアカットが行われる。ホームと駅舎は構内踏切で結ばれている。なお、構内踏切がある駅は起点の西鉄福岡（天神）駅を出ると当駅が最初である。
駅舎は下りホーム側にのみ設置されており、西側の改札口は入場のみ可能。1990年代後半に自動改札機が設置されるまで、券売機が未設置であり、西鉄小郡駅以北では唯一駅員が手売りで乗車券を販売していた。
| ホーム | 路線          | 方向 | 行先                     | 備考 |
| ------ | ------------- | ---- | ------------------------ | ---- |
| 1      | ■天神大牟田線 | 下り | 久留米・柳川・大牟田方面 |      |
| 2      | ■天神大牟田線 | 上り | 二日市・福岡（天神）方面 |      |

## 利用状況
2022年度の1日平均乗降人員は2,092人である。
各年度の1日平均乗降人員は下表のとおり。
| 年度   | 1日平均 乗降人員 |
| ------ | ---------------- |
| 2000年 | 4,171            |
| 2001年 | 3,925            |
| 2002年 | 3,805            |
| 2003年 | 3,721            |
| 2004年 | 3,644            |
| 2005年 | 3,632            |
| 2006年 | 3,525            |
| 2007年 | 3,421            |
| 2008年 | 3,357            |
| 2009年 | 3,159            |
| 2010年 | 3,015            |
| 2011年 | 2,914            |
| 2012年 | 2,625            |
| 2013年 | 2,642            |
| 2014年 | 2,560            |
| 2015年 | 2,565            |
| 2016年 | 2,524            |
| 2017年 | 2,518            |
| 2018年 | 2,485            |
| 2019年 | 2,431            |
| 2020年 | 1,952            |
| 2021年 | 1,978            |
| 2022年 | 2,092            |

## 駅周辺
当駅は小郡市の北端部にあたり、筑紫野市との市境まで200m程度の距離である。駅周辺の一帯は元々は農地であったが、福岡市のベッドタウン拡大により、駅の西部・西南部の小郡市域では一戸建て住宅が増えている。駅周辺に大規模な商業施設・公的施設などはない。なお、駅の周辺を宝満川が流れている。
- 聖和記念病院
- 小郡津古簡易郵便局
- くわの眼科
- 栗田耳鼻科
- サニー光が丘店
- くろいわサイクル

## 隣の駅
西日本鉄道
■天神大牟田線
■特急・■急行
通過
■普通
筑紫駅（T17） - 津古駅（T18） - 三国が丘駅（T19）